# The Nihilist Spasm Band
Die Nihilist Spasm Band (NSB) ist eine kanadische Noiseband, die 1965 von Hugh McIntyre, John Clement, John Boyle, Bill Exley, Murray Favro, Archie Leitch, Art Pratten und Greg Curnoe in London, Ontario, gegründet wurde. Leitch hat sich inzwischen zurückgezogen, Curnoe kam 1992 bei einem Autounfall ums Leben, und McIntyre starb 2004 an Herzversagen. Die übrigen Bandmitglieder treten weiterhin auf. Keiner von ihnen ist ausgebildeter Musiker.
Der Begriff „Spasm Band“ bezeichnet eine Musikgruppe, die überwiegend auf selbstgebauten Instrumenten spielt. Die meisten Instrumente der NSB sind modifizierte oder von den Bandmitgliedern erfundene Musikinstrumente. Zu den NSB-Instrumenten zählen u. a. der E-Bass mit 3 ½ Saiten (1 ½ Klaviersaiten und 2 Basssaiten), das elektrische Riesenkazoo („giant electric kazoo“) und das Theremin, ein elektronisches Instrument, das auf die Handbewegungen des Spielers reagiert. Ein weiteres Kennzeichen der NSB ist die vollständige Improvisation.
Seit 1966 tritt die Band jeden Montagabend auf. Nach eigenen Angaben spielen sie zu ihrem eigenen Vergnügen, doch ist Publikum willkommen. Zu den lokalen Auftritten kamen mit der Zeit etliche Konzertreisen, u. a. auch nach Japan. 1998 veranstaltete die Band das erste „No Music Festival“ mit Noise-Musikern aus Kanada, den USA und Japan.

## Diskografie
- The Sweetest Country This Side of Heaven (1967)
- No Record (1968)
- Vol. 2 (1979)
- 1984 (1984)
- 7x~x=x (1985)
- What About Me (1992)
- Live in Japan (1997)
- Every Monday Night (1999)
- No Borders (2001)
- NSB Live at Western Front (2006)
- No Nihilist Spasm Band in Mulhouse (2007)
- GEN CON NIHIL FLUX, mit Conrad Schnitzler & Gen Ken Montgomery/Kommissar Hjuler (2015)
- FLUXUS, mit Kommissar Hjuler & Praktikantin/tENTATIVELY, a cONVENIENCE (2015)